# ناتالي كورتيس
ناتالي كورتيس (بالإنجليزية: Natalie Curtis)‏ هي عالمة آثار وعازفة بيانو وملحنة أمريكية، ولدت في 26 أبريل 1875 في نيويورك في الولايات المتحدة، وتوفيت في 23 أكتوبر 1921 في باريس في فرنسا.

## وصلات خارجية
- ناتالي كورتيس على موقع الموسوعة البريطانية (الإنجليزية)
- ناتالي كورتيس على موقع ميوزك برينز (الإنجليزية)